# Hestrud
Hestrud és un municipi francès, situat a la regió dels Alts de França, al departament del Nord. L'any 2006 tenia 325 habitants. Limita amb els municipis de Beaurieux, Eccles, Bérelles i Beaumont (Hainaut).

## Demografia
| 1962                                       | 1968 | 1975 | 1982 | 1990 | 1999 | 2006 |
| ------------------------------------------ | ---- | ---- | ---- | ---- | ---- | ---- |
| 264                                        | 291  | 257  | 290  | 261  | 275  | 247  |
| Des de 1962: població sense dobles comptes |      |      |      |      |      |      |

## Administració
| Període | Identitat     | Partit |
| ------- | ------------- | ------ |
| 2001-   | Pierre Herbet | PS     |

## Galeria d'imatges

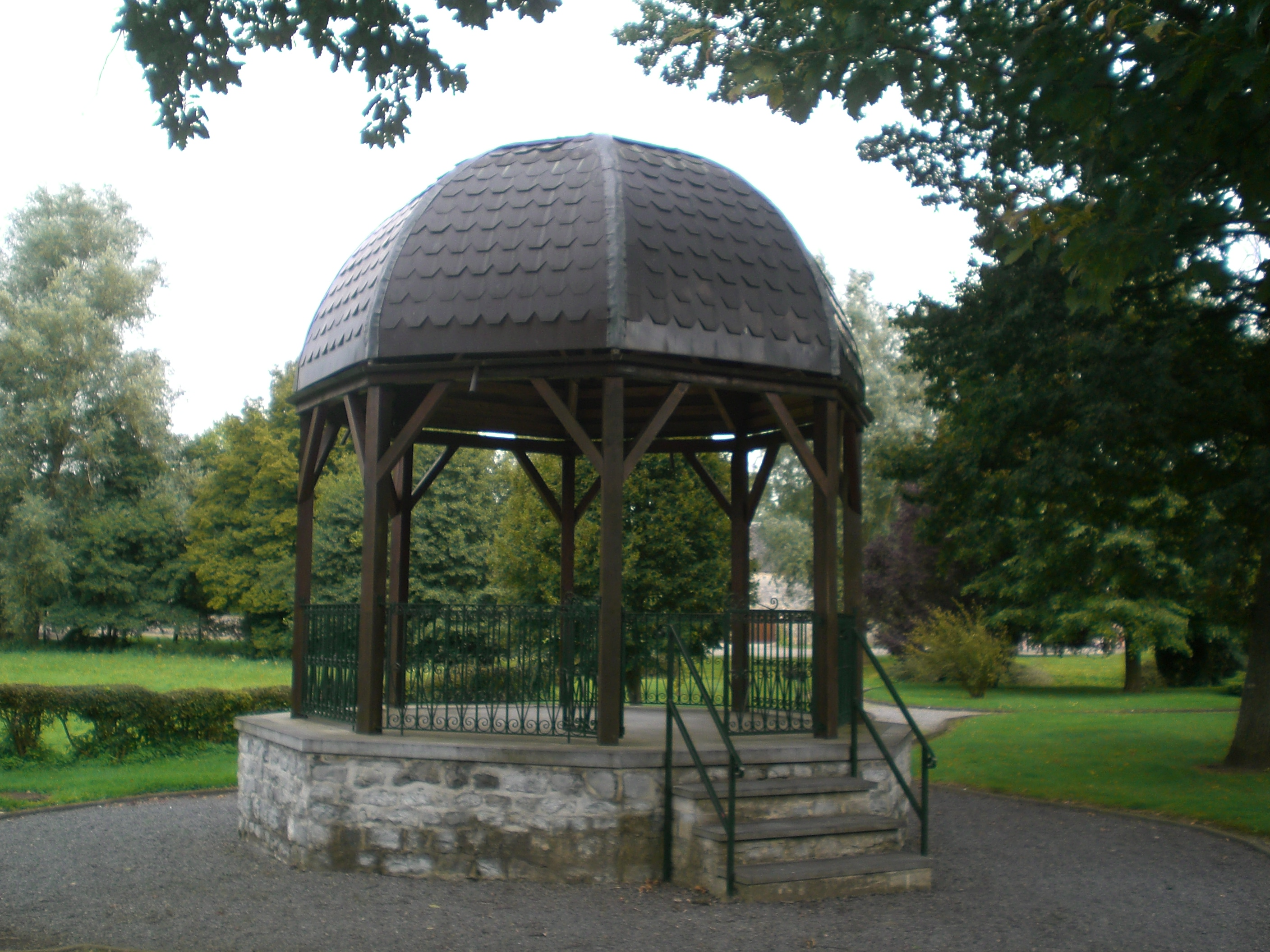
Kiosc
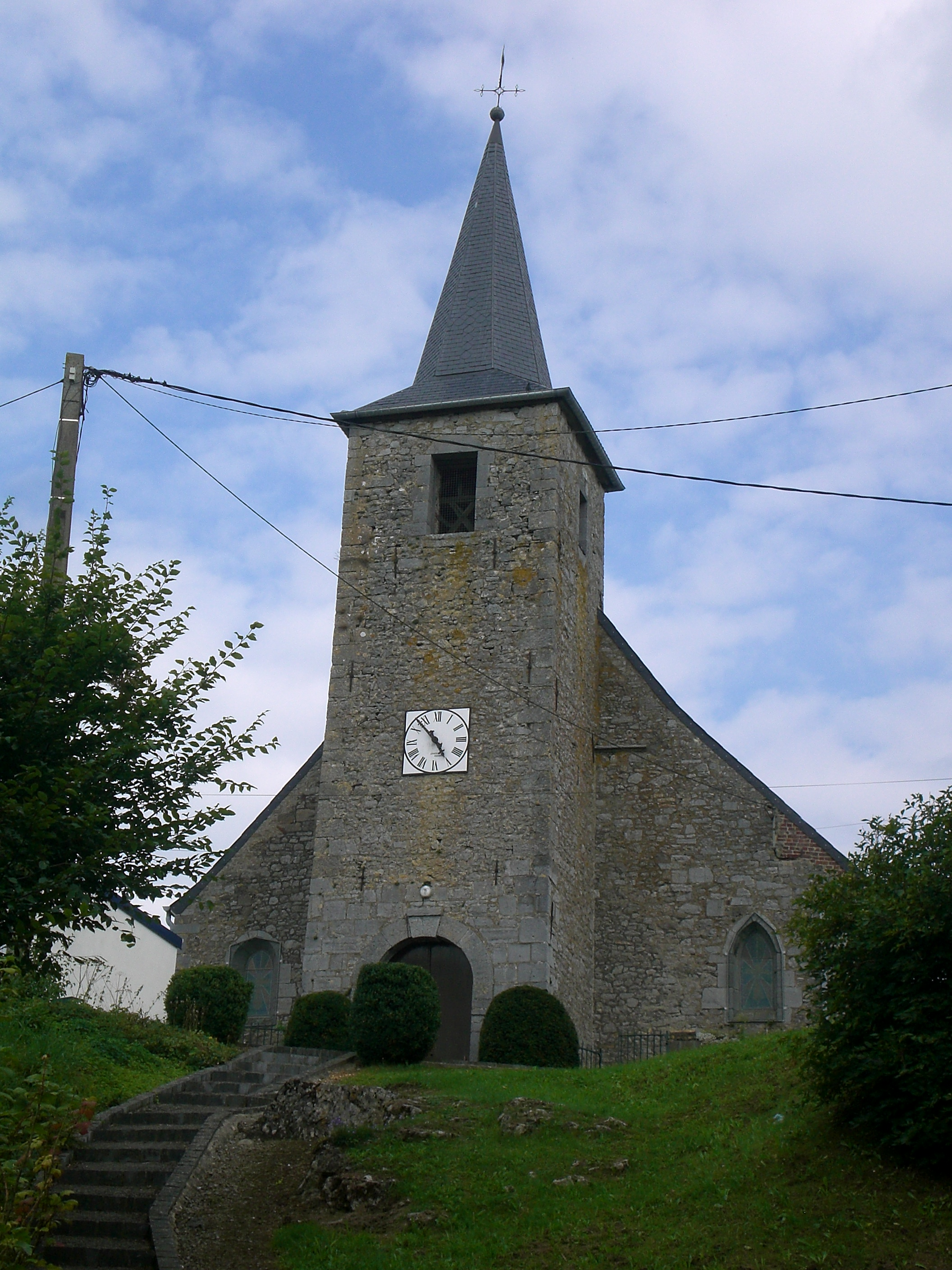
Església Saint Romain
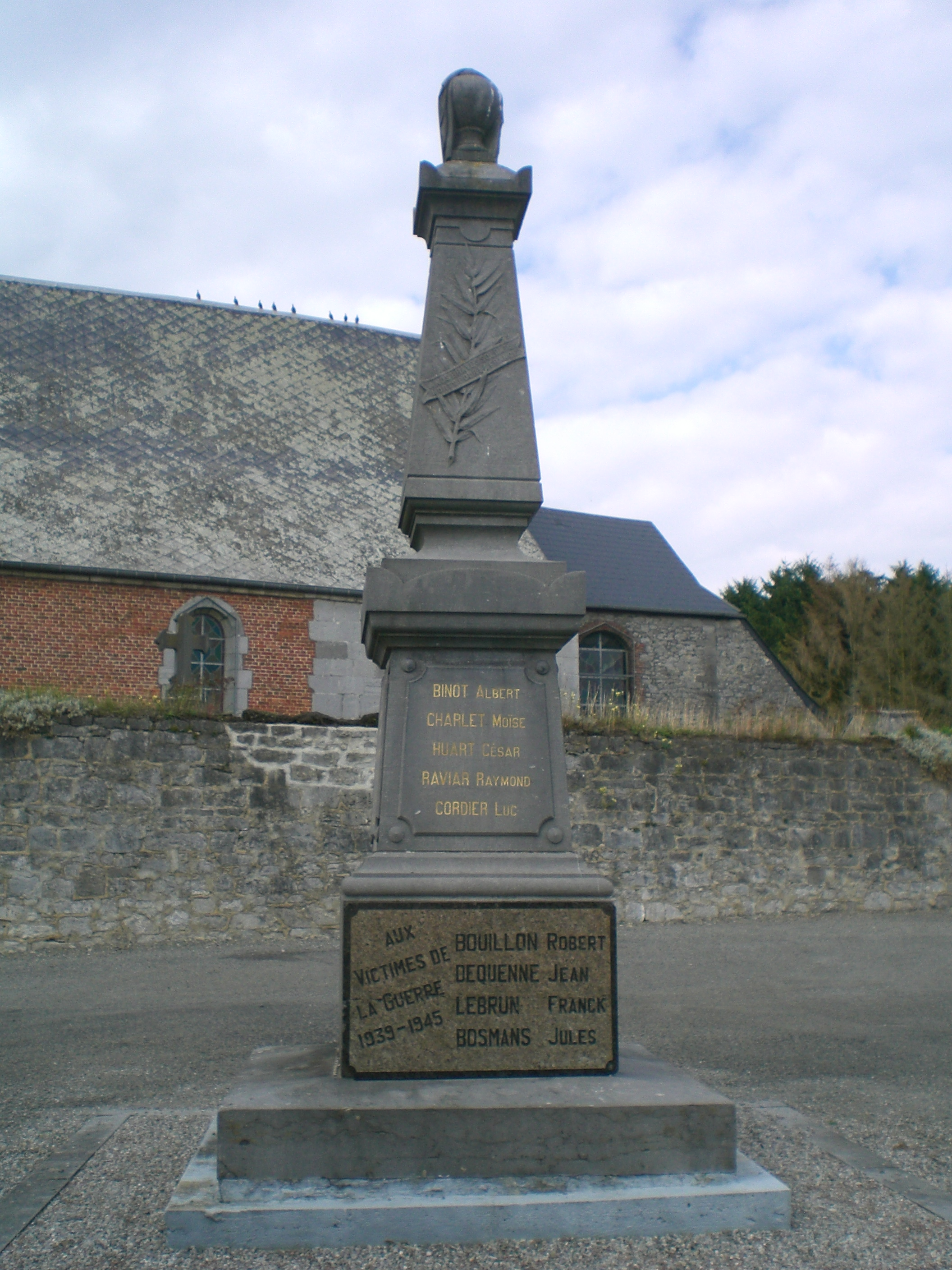
Monument als morts
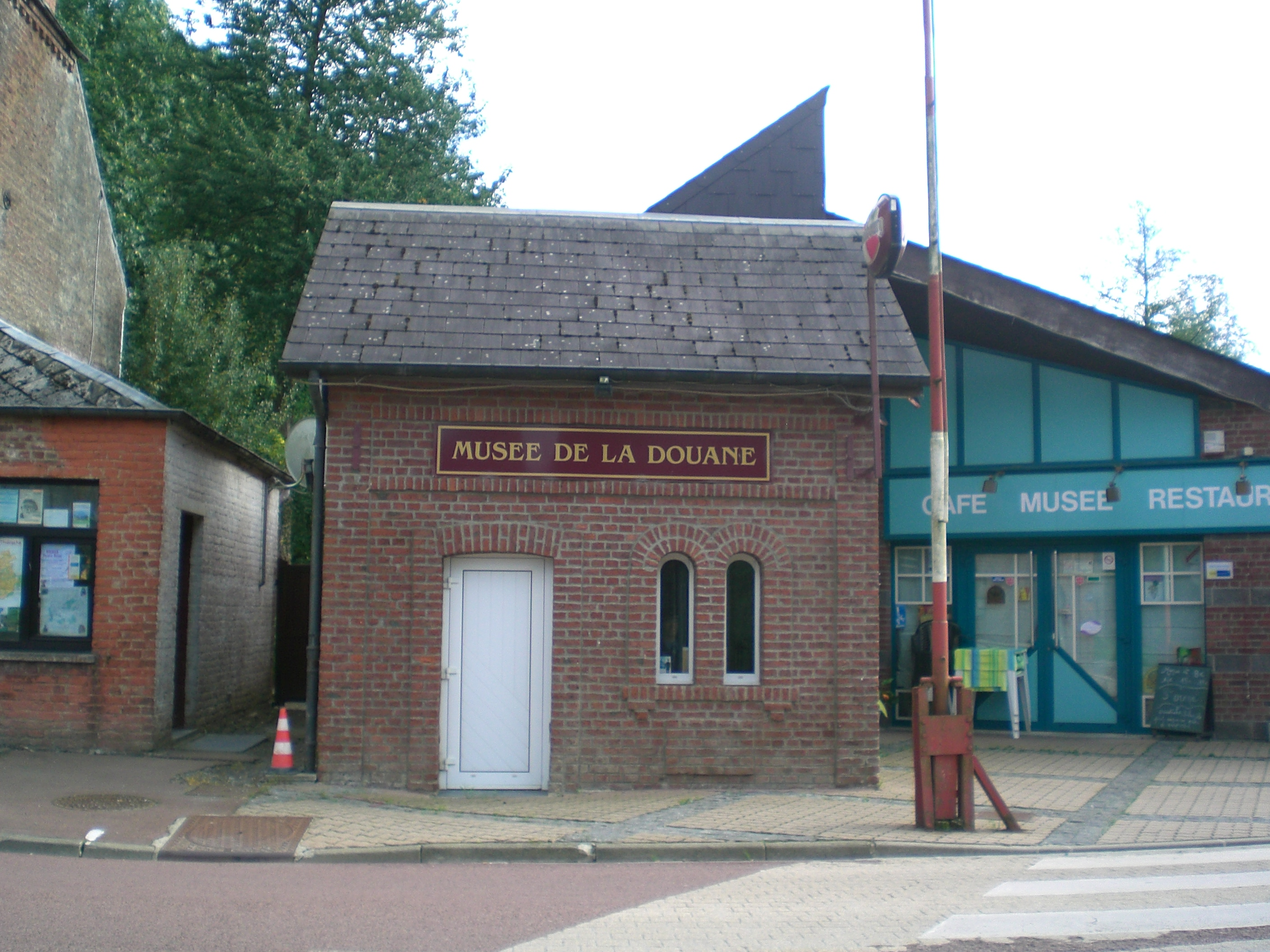
Museu de la Duana
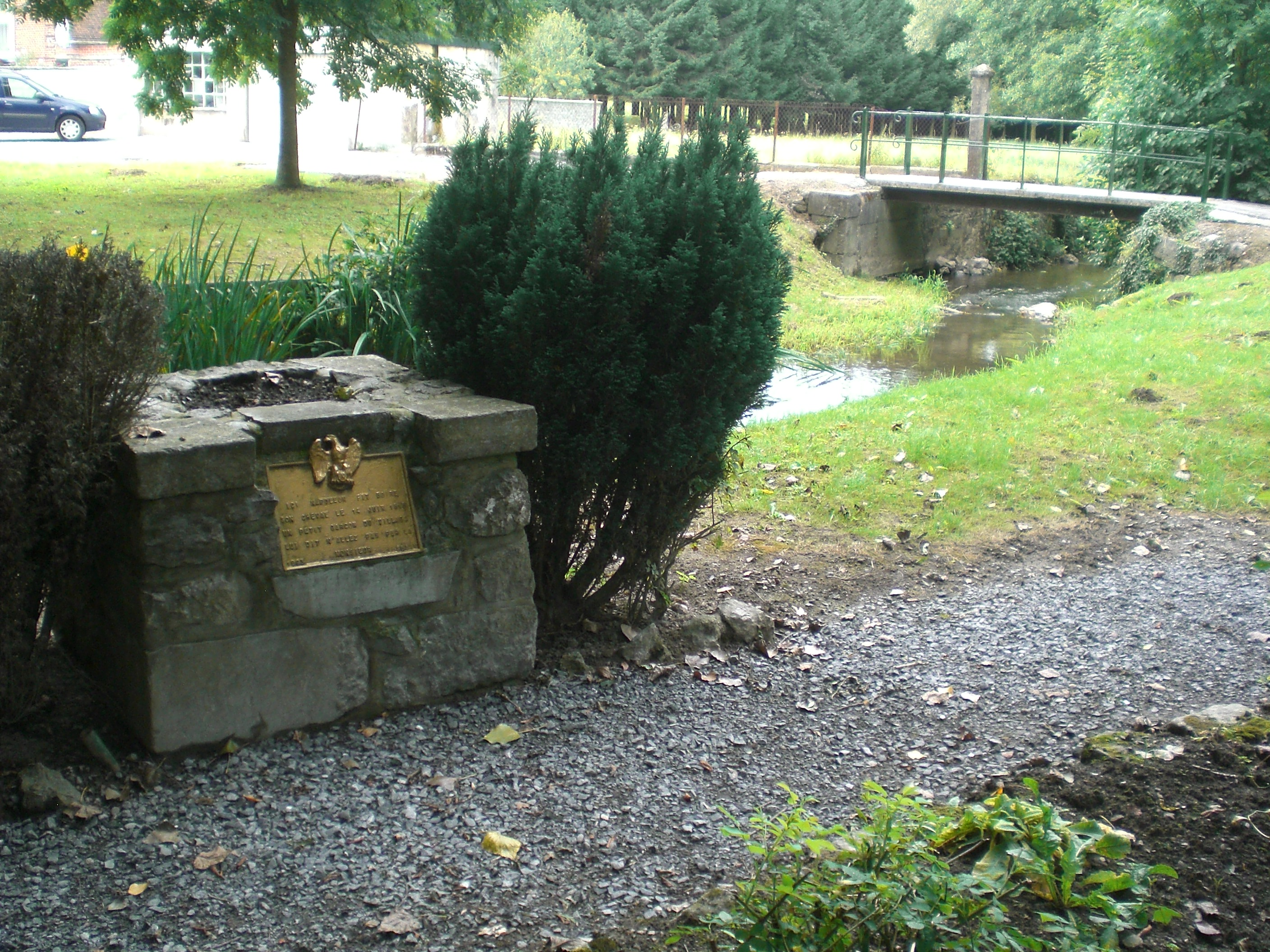
L'abrevador de l'emperador